# Daewoo K7
Daewoo K7 je južnokorejski automat kalibra 9 mm. Temeljen je na prethodnom automatu K1A s kojeg je preuzeo tijelo (kučište) i teleskopski kundak. Javnosti je predstavljen 2003. godine na emiratskom IDEX sajmu oružja. Iste godine započela je njegova proizvodnja i ulazak u operativnu službu.

## Povijest i razvoj
Daewoo K7 je nastao kao jeftinija alternativna njemačkom automatu H&K MP5SD za potrebe južnokorejskih specijalnih snaga. Da bi se ostvarili minimalni troškovi proizvodnje, gledalo se na kompatibilnost automata s drugim južnokorejskim vatrenim oružjem. Tako primjerice K7 koristi tijelo i teleskopski kundak s automata K1 dok su neki dijelovi preuzeti i s automatske puške K2.
Za razliku od prvotnog K1 automata, K7 koristi 9 mm Luger / Parabellum streljivo koje je pohranjeno u tanje okvire. Također, K7 je kompatibilan i s okvirima od Uzija (30 metaka) i Berettinog M12 automata (32 metaka).
Postoje tri moda paljba: poluautomatski, automatski i rafalni (tri metka). Međutim, nije preporučljivo korištenje automatske paljbe s prigušivaćem na cijevi jer takva paljba može oštetiti sam prigušivač. Jednako važno je da prigušivač na sebi ima ugrađen skrivač bljeska čime se maskira pozicija vojnika tijekom noći.

## Korisnici
- Južna Koreja: specijalne snage južnokorejske vojske.[2]
- Bangladeš: u službi specijalne vojne jedinice bangladeške ratne mornarice.[3]
- Indonezija: Komando Pasukan Katak (Kopaska) i Komando Pasukan Khusus (Kopassus).[2][4]

## Vidjeti također
- Daewoo K1

## Vanjske poveznice
- Security Arms.com